# Wade Guyton
Wade Guyton (* 1972 in Hammond, Indiana) ist ein US-amerikanischer Konzeptkünstler, Installationskünstler und Maler, der bei der Erstellung seiner Kunstwerke Scanner und Digital-Tintendrucker verwendet.

## Leben
Guyton schloss seine Studien 1995 an der University of Tennessee in Knoxville im Bundesstaat Tennessee mit dem Bachelor of Fine Arts und 1998 am Hunter College in New York City ab. Während seiner Zeit am Hunter College arbeitete er unter anderem bis 2004 als Wachmann für die Dia Art Foundation in deren Ausstellungsraum in Chelsea. Von seiner Abfindung bei der Schließung von Dia:Chelsea konnte er es sich leisten, weiterhin sowohl ein Atelier und eine Wohnung im East Village in New York zu unterhalten.
Guytons erste Zeichnungen aus der Zeit um 2003 waren schwarze X-Zeichen, die auf herausgerissenen Blättern aus Design-Zeitschriften und Einrichtungskatalogen der 1960er Jahre gedruckt wurden. Die schwarze Farbe und die Buchstabe X sind seither seine Markenzeichen. Guyton arbeitet jedoch nicht mit dem Pinsel, sondern mit Inkjet-Druckern, nachdem er seine abstrakten Gemälde auf dem Computer entworfen und mit Photoshop bearbeitet hat. In den ersten Jahren druckte er seine Werke auf Materialien wie Leinwand, Buchseiten, Reklameseiten oder auch Sperrholz. Seit 2005 bevorzugt er Leinwände, die er dann als Serien, als Rechtecke gleicher Größe, senkrecht stehend und mit gleichen Abständen zueinander ausstellt.
Manche Kritiker sehen in Guyton einen Nachfolger der Künstler der Appropriation Art und einen Vertreter der Modernen Kunst des 21. Jahrhunderts, der digitale Technologien einsetzt und vergleichen ihn z. B. mit Tomma Abts oder Mark Grotjahn.

## Ausstellungen
- 2003: Power House Memphis.
- 2006: Color, Power & Style: Kunstverein Hamburg. Katalog.
- 2006: Guyton/Walker: The Empire Strikes Back. Carpenter Center for the Visual Arts, Harvard University, Cambridge, Massachusetts, USA.
- 2007: Wade Guyton: Installationen. Galerie Gisela Capitain, Köln.
- 2008: Wade Guyton: Black Paintings: Portikus, Frankfurt am Main. Katalog.
- 2009: Wade Guyton: Zeichnungen für ein großes Bild, Museum Ludwig, Köln. Katalog.
- 2011: Wade Guyton: Zeichnungen für ein großes Bild, V. 1.2 Now in Berlin, with more Space, but without the Bild, Capitain Petzel, Berlin.
- 2012: Wade Guyton: OS, Whitney Museum of American Art, New York City.
- 2013: Petzel Gallery, New York City, USA[1]
- 2015/2016: Wade Guyton: And Yet It Turns, Musée d’Art Moderne Grand-Duc Jean, Luxemburg.
- 2017: Wade Guyton: Das New Yorker Atelier, Museum Brandhorst, München.
- 2017: Wade Guyton Peter Fischli David Weiss, Aspen Art Museum, Aspen (Colorado).
- 2017: Wade Guyton: Das New Yorker Atelier, Abridged, Serpentine Gallery, London, UK.
- 2018: Wade Guyton Patagonia 2, Galerie Gisela Capitain, Köln.
- 2018: Wade Guyton und Stephen Prina, Petzel Gallery, New York.
- 2019/2020: Wade Guyton: Zwei Dekaden MCMXCIX-MMXIX, Museum Ludwig, Köln.